# 悪い奴ほど手が白い
『悪い奴ほど手が白い』（伊: A ciascuno il suo、英: We Still Kill the Old Way）は1967年のイタリアの犯罪映画。
レオナルド・シャーシャの小説を原作としている。監督はエリオ・ペトリ。出演はジャン・マリア・ヴォロンテなど。第20回カンヌ国際映画祭では脚本賞を受賞した。

## キャスト
※括弧内は日本語吹替（初回放送1975年8月24日『日曜洋画劇場』）
- パオロ・ラウラーナ教授：ジャン・マリア・ヴォロンテ（山田康雄）
- ルイザ・ロッシオ：イレーネ・パパス（谷育子）
- ロゼロ弁護士：ガブリエーレ・フェルツェッティ（納谷悟朗）
- アルトゥール・マンノ：ルイジ・ピスティッリ
- ロッシオ：サルヴォ・ランドーネ
- ロッシオの母親：ラウラ・ヌッチ
- 共産党副官：レオポルド・トリエステ

## スタッフ
- 監督：エリオ・ペトリ
- 製作：ジュゼッペ・ザッカリエーロ
- 原作：レオナルド・シャーシャ
- 脚本：エリオ・ペトリ、ウーゴ・ピロ、ジャン・キュルトラン
- 台詞：ジャン・キュルトラン
- 撮影：ルイジ・クヴェイレル
- 編集：ルッジェロ・マストロヤンニ
- 音楽：ルイス・エンリケス・バカロフ

## 受賞歴
- 第20回（1967年）カンヌ国際映画祭 - 脚本賞（エリオ・ペトリ、ウーゴ・ピロ）